# 尼科莱塔·卡塞林
尼科莱塔·卡塞林（義大利語：Nicoletta Caselin，1973年4月7日—），意大利前女子篮球运动员。她曾代表意大利国家队参加1996年夏季奥林匹克运动会篮球比赛，结果获得第八名。